# Tristán (dibujante)
José Antonio Ginzo, más conocido como Tristán (Bayauca, 22 de julio de 1900 - Buenos Aires, 8 de septiembre de 1969) fue un dibujante, grabador y ceramista argentino.

## Caricaturas en La Vanguardia
Sus caricaturas antiperonistas publicadas en el semanario socialista La Vanguardia, bajo el seudónimo de Tristán contribuyen a comprender el clima político de la época en la Argentina de los años 40. 
El Museo del Dibujo y la Ilustración posee en su colección originales de dibujos realizados por Tristán para diversos medios. Uno de ellos, que caricaturiza a cuatro presidentes, fue expuesto en el marco de la muestra "Presidentes: una mirada con humor", que el Museo realizó en el año 2006, en el Museo Casa Rosada de Buenos Aires.

### Crítica hacia el gobierno peronista
La Vanguardia expresaba el pensamiento socialista y las dibujos de Tristán eran muy críticos con el peronismo, que era caracterizado como un movimiento fascista, y los sindicalistas. La pareja oficial (Perón y su esposa Eva Duarte) eran presentados como monarcas, ornados con medallas y honores, al tiempo que se dirigían permanentemente al pueblo, mientras que los trabajadores peronistas eran dibujados como autómatas con la cabeza hueca, que vivaban sin cesar al "líder".
Tristán fue autor de los libros Ciento cincuenta caricaturas (colección de las caricaturas publicadas en La Vanguardia, más algunas inéditas.
En 1956 tras una huelga textil en Devoto fue detenido. Permaneció preso en la cárcel de Villa Devoto y en la Penitenciaría Nacional, donde compartió prisión con otros opositores de izquierda a la reciente dictadura instalada.